# Hinano

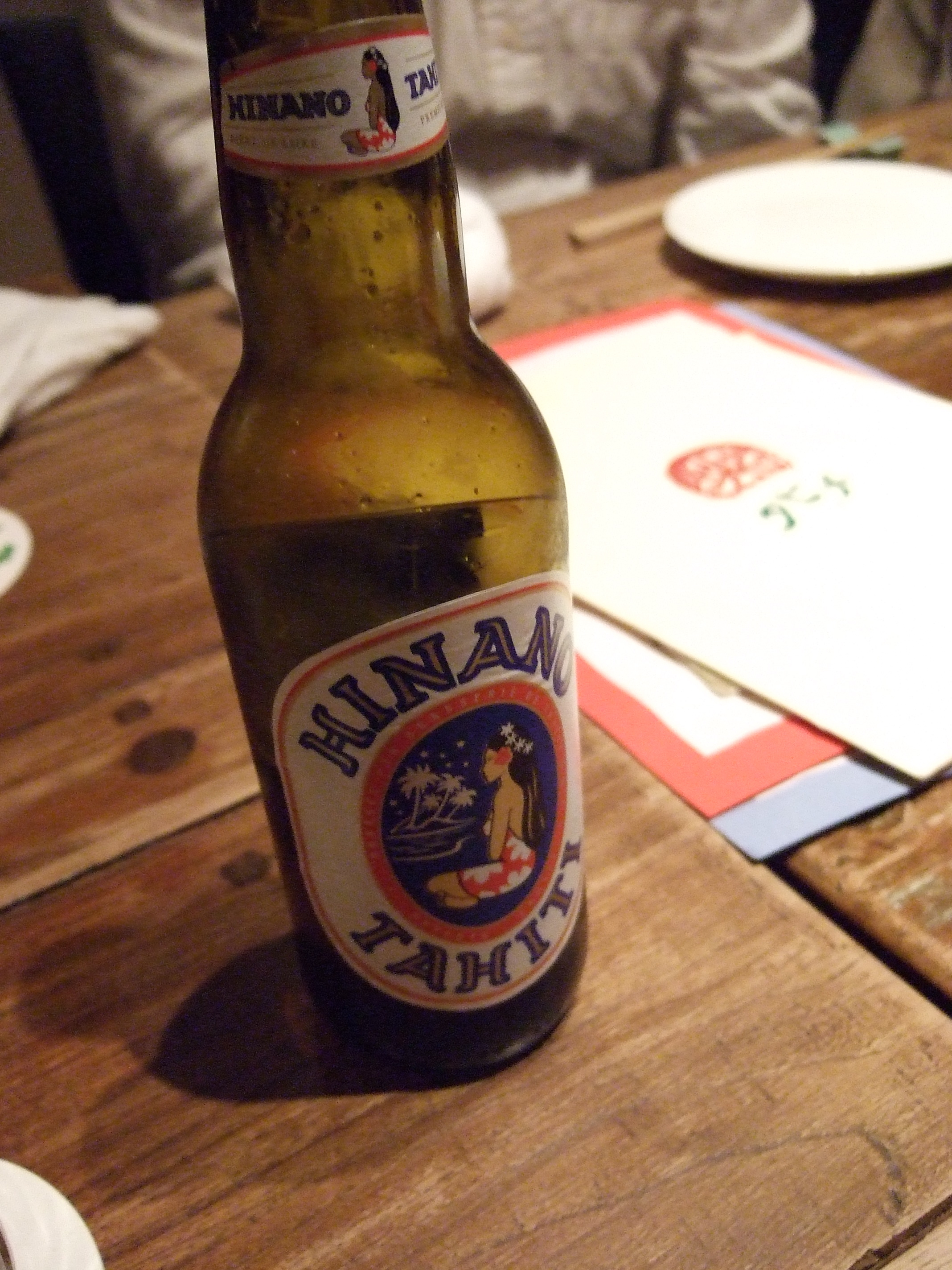
Bière Hinano

Hinano est une marque de bière produite (en partie) à Tahiti par la Brasserie de Tahiti, en Polynésie française. Elle est de loin, la marque la plus populaire en Polynésie française. La bière Hinano vendue en Métropole n'est plus importée de Tahiti. Comme le mentionne son étiquette, elle est brassée en France sous licence par I.B.B. International Breweries and Beers à Carvin (Pas-de-Calais).
C’est en 1955 que naît la bière Hinano avec son inimitable logo, une vahiné dessinée par Pierre Heyman qui contribuera sans nul doute au succès de la marque. Quand Yves Martin, le patron de la Brasserie de Tahiti, décide que sa nouvelle bière s’appellera Hinano c’est avant tout parce que le nom sonne bien et qu’il est facile à prononcer dans toutes les langues. Dès sa création la marque Hinano est associée à de nombreux événements aussi festifs que les élections de miss ou les compétitions de surf. Mais l'événement le plus prestigieux sponsorisé par la fameuse boisson reste sans doute la célèbre course de pirogue Hawaiki Nui Va'a.
La brasserie de Tahiti commercialise de nombreux produits dérivés (casquettes, autocollants, porte-clefs, draps de bain, etc.) avec son logo : une vahiné assise. Ces objets emblématiques de la Polynésie française font partie des souvenirs souvent rapportés. Hinano est à l'origine le nom de la fleur de pandanus ou fara en tahitien. Fleur qui est d'ailleurs très odorante.
Depuis 2012, Hinano produit une autre version de sa bière d’origine en lançant la Hinano ambrée, en plus de la première. Aujourd'hui[Quand ?] Hinano propose également des bières gold et blanches.
En 2005, elle apparaît même dans le film Brice de Nice.